# Coppa Italia (canoa polo maschile)
La Coppa Italia di canoa polo maschile è un trofeo nazionale italiano di canoa polo organizzato annualmente dalla Federazione Italiana Canoa Kayak.

## Storia
Nata nel 1987, fino al 1992 è stata l'unica competizione ufficiale a livello nazionale. Durante questi anni la fece da padrona la AS Roma Canoa Polo, che arrivò in finale in tutte e sei le edizioni perdendone solo due contro il Canoa Club Napoli. Con l'introduzione del regolamento ICF la Coppa Italia fu abolita e fu istituito un vero e proprio Campionato italiano maschile di canoa polo.
Nel 2000 la Coppa Italia fu ripristinata e la prima edizione fu vinta dalla Società Sportiva Murcarolo, di Genova. Dal 2001 al 2011 il trofeo è stato vinto per otto volte dal Circolo Nautico Posillipo ad eccezione del biennio 2004-2005 con la vittoria del Ghisamestieri Palermo e dell'edizione 2008 in cui a vincere è stato il KST Siracusa. 
A partire dal 2012 il torneo è stato vinto per cinque volte dal Chiavari e tre volte a testa dal KST Siracusa e dal Catania.

## Albo d'oro
| Edizione                                  | 1º posto                                           | 2º posto                                           | 3º posto                                           |
| Regolamento "Stile italiano - Solo pagaia | Regolamento "Stile italiano - Solo pagaia          | Regolamento "Stile italiano - Solo pagaia          | Regolamento "Stile italiano - Solo pagaia          |
| ----------------------------------------- | -------------------------------------------------- | -------------------------------------------------- | -------------------------------------------------- |
| 1987                                      | AS Roma Canoa Polo                                 | Canottieri Siracusa                                | Posillipo                                          |
| 1988                                      | Canoa Club Napoli                                  | AS Roma Canoa Polo                                 | CKC Milano                                         |
| 1989                                      | AS Roma Canoa Polo                                 | Canoa Club Napoli                                  | A.R.C.I. Borgata Marinara Lerici                   |
| 1990                                      | AS Roma Canoa Polo                                 | Gruppo Canoe Roma                                  | Canoa Club Napoli                                  |
| 1991                                      | Canoa Club Napoli                                  | AS Roma Canoa Polo                                 | Canottieri Siracusa                                |
| 1992                                      | AS Roma Canoa Polo                                 | A.R.C.I. Borgata Marinara Lerici                   | Canoa Club Napoli                                  |
| 1993 - 2000                               | Non disputata                                      | Non disputata                                      | Non disputata                                      |
| Regolamento ICF                           |                                                    |                                                    |                                                    |
| 2000                                      | Società Sportiva Murcarolo                         | Pro Scogli Chiavari                                | Posillipo                                          |
| 2001                                      | Posillipo                                          | A.R.C.I. Borgata Marinara Lerici                   | Pro Scogli Chiavari                                |
| 2002                                      | Posillipo                                          | Gruppo Canoe Polesine                              | Pro Scogli Chiavari                                |
| 2003                                      | Posillipo                                          | Pol.C. Catania                                     | Ghisamestieri Palermo                              |
| 2004                                      | Ghisamestieri Palermo                              | Posillipo                                          | C.C. Firenze                                       |
| 2005                                      | Ghisamestieri Palermo                              | Posillipo                                          | C.C. Firenze                                       |
| 2006                                      | Posillipo                                          | Mariner Canoa Club                                 | C.N. Marina San Nicola                             |
| 2007                                      | Posillipo                                          | Mariner Canoa Club                                 | KST Siracusa                                       |
| 2008                                      | KST Siracusa                                       | Posillipo                                          | Ghisamestieri Palermo                              |
| 2009                                      | Posillipo                                          | Idroscalo Club                                     | C.C. Firenze                                       |
| 2010                                      | Posillipo                                          | Ghisamestieri Palermo                              | KST Siracusa                                       |
| 2011                                      | Posillipo                                          | CK Gravità Zero Academy                            | KST Siracusa                                       |
| 2012                                      | Pro Scogli Chiavari                                | Posillipo                                          | Mariner Canoa Club                                 |
| 2013                                      | KST Siracusa                                       | Posillipo                                          | C.N. Marina San Nicola                             |
| 2014                                      | KST Siracusa                                       | Posillipo                                          | Canottieri EUR                                     |
| 2015                                      | Pro Scogli Chiavari                                | KST Siracusa                                       | Canottieri EUR                                     |
| 2016                                      | KST Siracusa                                       | Società Canottieri Ichnusa                         | Canottieri EUR                                     |
| 2017                                      | Pro Scogli Chiavari                                | Jomar Club Catania                                 | C.N. Marina San Nicola                             |
| 2018                                      | Pro Scogli Chiavari                                | Jomar Club Catania                                 | Polisportiva Canottieri Catania                    |
| 2019                                      | Polisportiva Canottieri Catania                    | Pro Scogli Chiavari                                | Jomar Club Catania                                 |
| 2020                                      | Competizione annullata per la pandemia di COVID-19 | Competizione annullata per la pandemia di COVID-19 | Competizione annullata per la pandemia di COVID-19 |
| 2021                                      | Polisportiva Canottieri Catania                    | Canoa Club Napoli                                  | C.N. Marina San Nicola                             |
| 2022                                      | Polisportiva Canottieri Catania                    | Pro Scogli Chiavari                                | Jomar Club Catania                                 |
| 2023                                      | Pro Scogli Chiavari                                | Canoa Club Napoli                                  | Polisportiva Canottieri Catania                    |
| 2024                                      | Canoa Club Napoli                                  | Pro Scogli Chiavari                                | CUS Catania                                        |
| 2025                                      | Canoa Club Napoli                                  | Società Canottieri Ichnusa                         | Pro Scogli Chiavari                                |

## Statistiche

### Titoli per squadra
| Squadra                    | Titoli | Edizioni                                       |
| -------------------------- | ------ | ---------------------------------------------- |
| Posillipo                  | 8      | 2001, 2002, 2003, 2006, 2007, 2009, 2010, 2011 |
| Pro Scogli Chiavari        | 5      | 2012, 2015, 2017, 2018, 2023                   |
| AS Roma Canoa Polo         | 4      | 1987, 1989, 1990, 1992                         |
| KST Siracusa               | 4      | 2008, 2013, 2014, 2016                         |
| Canoa Club Napoli          | 4      | 1988, 1991, 2024, 2025                         |
| Pol. C. Catania            | 3      | 2019, 2021, 2022                               |
| Ghisamestieri Palermo      | 2      | 2004, 2005                                     |
| Società Sportiva Murcarolo | 1      | 2000                                           |